# Kolonia Jasionka
Kolonia Jasionka – nazwa niestandaryzowana, kolonia wsi Jasionka w Polsce, położona w województwie lubelskim, w powiecie parczewskim, w gminie Parczew. W latach 1954–61 w granicach Parczewa.
Stanowi jedno z czterech skupisk osadniczych wsi Jasionka. Leży po wschodniej stronie Kanału Piskornica. Jest północnym przedłużeniem Jasionka Trzeciej (Ruskiej). Nazwa Kolonia Jasionka jest według państwowego rejestru nazw geograficznych zniesiona, choć nadal figuruje na mapach.

## Historia
Kolonia Jasionka to dawny folwark. Folwark wraz z wsiami Jasionka Ruska i Zaniówka odległe były od Radzynia 23 wiorsty, a od Parczewa zaś 2 wiorsty.
13 października 1919 wsie Jasionka Polska i Jasionka Ruska wyłączono z gminy Milanów i włączono do odzyskującego status miasta Parczewa. Poza granicami Parczewa pozostała jedynie kolonia Jasionka, licząca w 1921 roku 122 mieszkańców.
14 października 1933 utworzono gromadę Zaniówka w gminie Milanów, która objęła wieś Zaniówka, kolonię Sosenki i kolonię Jasionka. Po wojnie z gromady Zaniówka wyłączono kolonię Jasionka i utworzono w niej odrębną gromadę Jasionka. 5 października 1954 gromadę Jasionówka wyłączono z gminy Milanów w powiecie radzyńskim i włączono ją do Parczewa w powiecie włodawskim.
31 grudnia 1961 kolonię Jasionka (już zintegrowaną z Jasionką Ruską jako Jasionka III) wyłączono z Parczewa i włączono do nowo utworzonej gromady Parczew.
W latach 1975–1998 miejscowość administracyjnie należała do ówczesnego województwa bialskopodlaskiego.